# Хичкок, Дэвид Говард
Дэвид Говард Хичкок (15 мая 1861 — 1 января 1943) — американский художник вулканической школы, известен своими картинами о Гавайях.

## Биография
Дэвид Говард Хичкок родился 15 мая 1861 в Хило, Гавайи (остров) в семье Дэвида Говарда Хичкока (1831—1899), мать Алмеда Элиза Виджет (1828—1895). Его дедушка и бабушка — Харви Рексфорд Хичкок (1800—1855) и Ребекка Ховард (1808—1890) — были миссионерами. Отец был адвокатом, служил в законодательном органе Королевства Гавайи, его сестра Элиза Алмеда Хичкока Мур (1863—1895) была первой женщиной-юристом на Гавайях.
Окончил школу Пунахоу. Поступил в Оберлинский колледж в Огайо, где впервые увидел художественную выставку.

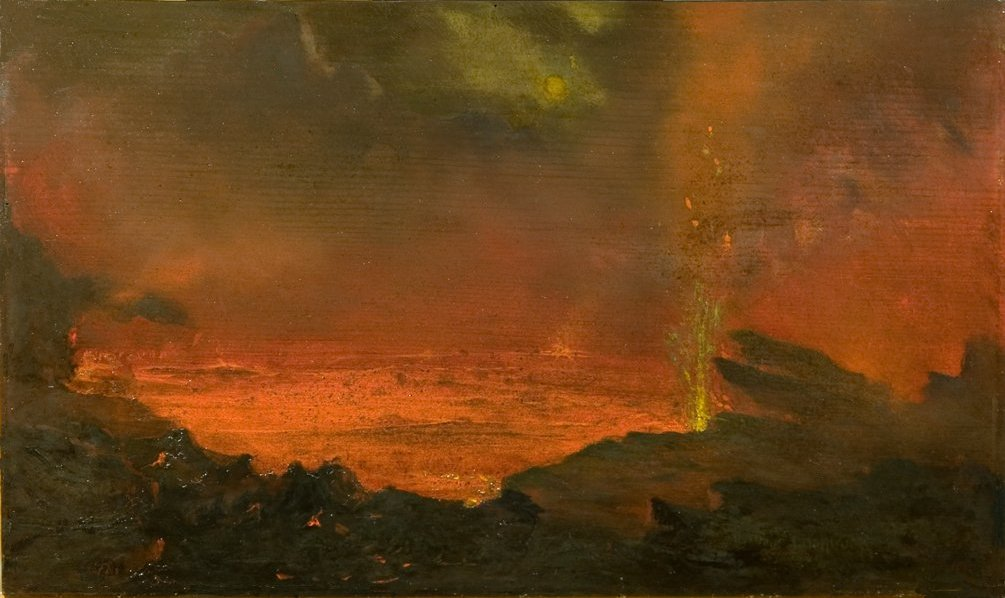
Кратер Халемаумау, масло, 1888.

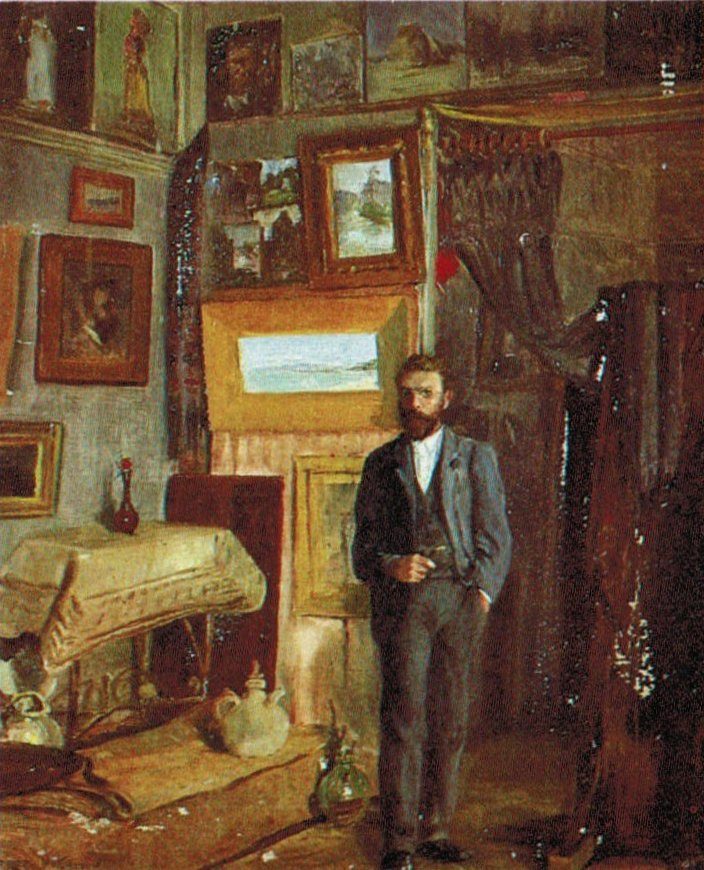
Автопортрет в своей студии

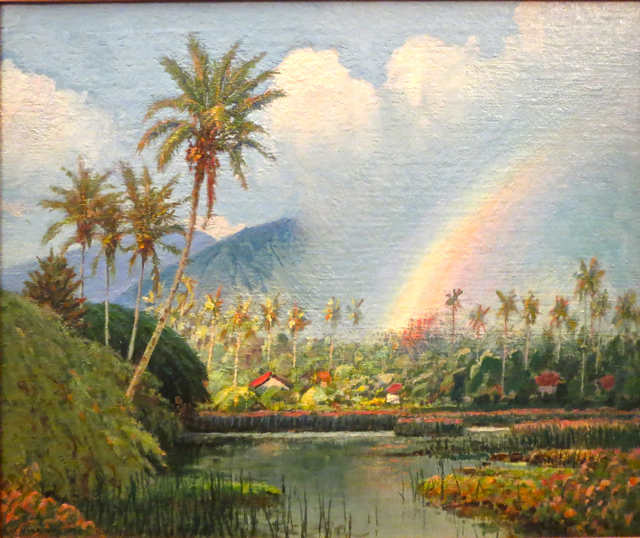
Дом среди пальм, 1932

Вернулся на Гавайи и начал делать зарисовки вулканов в альбом для рисования и акварели. Это заметил французский художник Жюль Тавернье, который начал учить его живописи.
После смерти Тавернье в 1889 году Хичкок продолжил учился в Национальной академии дизайна в Нью-Йорке, а в 1891—1893 годах в Академии Жюлиана в Париже. Его работа была принята в Парижский салон в 1893 году.
Он вернулся на Гавайи в 1893 году, и в 1894 году стал одним из основателей Арт-салона Килохана в Гонолулу.
16 июня 1898 года в соборе Святого Андрея в Гонолулу он женился на Хестер Джадд Диксон (30 августа 1865 — 24 ноября, 1921). Её дед по материнской линии был Геррит Джадд (1803—1873) — один из первых миссионеров-врачей на Гавайях.
Во время многочисленных путешествий в 1900-х годах Хичкок исследовал вулканические районы острова Гавайи.
В июле 1907 года впервые побывал на острове Кауаи, где нарисовал Каньон Ваимеа.
В 1915 и 1916 годах он рисовал на острове Мауи.
Он стал ведущим членом Гавайской «вулканической школы», его самые известные картины пришлись на 1905—1930 года.
В 1909 году его картины экспонировались на выставке «Аляска-Юкон-Пасифик» в Сиэтле, где он был награждён призом.
В 1910 году он провёл персональную выставку в Сан-Франциско, где получил положительные отзывы в газетах. В 1912, 1913, 1920 и 1924 году он также участвовал в выставках в Сан-Франциско. Его работа была включена в художественные галереи в Сан-Франциско на Панамско-Тихоокеанской Международной выставке 1915 года.
В 1919 году он написал две фрески для Пан-Тихоокеанского Союза в Гонолулу.
Позже в Нью-Йорке он демонстрировал Гавайские виды и вулканы.
В конце 1920-х годов его стиль стал более импрессионистским.
В 1924 году прошла его большая выставка в Музее Лос-Анджелеса.
В 1927 году он выставил несколько картин на открытии Художественного музея в Гонолулу.
В 1939 году он выставлялся на Международной выставке в Сан-Франциско и на Нью-Йоркской Всемирной выставке (1939).
Жил в Гонолулу, был свидетелем нападения на Перл-Харбор в декабре 1941 года.
Скончался в Гонолулу 1 января 1943 года.

## Семья
У него было трое детей:
- Говард Харви Хичкок, родился 26 марта, 1899,
- Джошуа Диксон Хичкок, родился 24 февраля 1901,
- Хелен Хичкок Максон, родилась 17 июня, 1906.